# Nerodia
Nerodia – rodzaj węży z podrodziny zaskrońcowatych (Natricinae) w rodzinie połozowatych (Colubridae).

## Zasięg występowania
Rodzaj obejmuje gatunki występujące w Ameryce Północnej (Kanada, Stany Zjednoczone, Meksyk, Kuba, Belize i Gwatemala).  

## Systematyka

### Etymologia
Nerodia: gr. Νηρηις Nērēis, Νηρηιδος Nērēidos „Nereidy, nimfy morskie”.

### Podział systematyczny
Do rodzaju należą następujące gatunki i podgatunki:
- Nerodia clarkii (Baird & Girard, 1853)
- Nerodia cyclopion (A.M.C. Duméril, Bibron & A.H.A. Duméril, 1854)
- Nerodia erythrogaster (Forster, 1771)
- Nerodia fasciata (Linnaeus, 1766)
- Nerodia floridana (Goff, 1936)
- Nerodia harteri (Trapido, 1941)
- Nerodia paucimaculata (Tinkle & Conant, 1961)
- Nerodia rhombifer (Hallowell, 1852)
- Nerodia sipedon (Linnaeus, 1758) – zaskroniec północny[5]
- Nerodia taxispilota (Holbrook, 1842)